# Esqui cross-country nos Jogos Olímpicos de Inverno de 1948
O esqui cross-country dos Jogos Olímpicos de Inverno de 1948 consistiu de três eventos para homens: 18 km, 50 km e revezamento 4x10km. A prova de 18 km foi disputada em um sábado, 31 de janeiro, o revezamento em uma terça-feira, 3 de fevereiro e os 50 km fechou o programa da modalidade na sexta-feira de 6 de fevereiro de 1948.
A Suécia dominou a modalidade conquistando as três medalhas de ouro possíveis, mais duas pratas e um bronze.

## Medalhistas
Masculino
| Evento                       | Ouro                                                                 | Prata                                                                     | Bronze                                                         |
| ---------------------------- | -------------------------------------------------------------------- | ------------------------------------------------------------------------- | -------------------------------------------------------------- |
| 18 km detalhes               | Martin Lundström SWE Suécia                                          | Nils Östensson SWE Suécia                                                 | Gunnar Eriksson SWE Suécia                                     |
| 50 km detalhes               | Nils Karlsson SWE Suécia                                             | Harald Eriksson SWE Suécia                                                | Benjamin Vanninen FIN Finlândia                                |
| Revezamento 4x10 km detalhes | Gunnar Eriksson Martin Lundström Nils Östensson Nils Täpp SWE Suécia | August Kiuru Teuvo Laukkanen Sauli Rytky Lauri Silvennoinen FIN Finlândia | Erling Evensen Olav Hagen Reidar Nyborg Olav Økern NOR Noruega |

## Quadro de medalhas
| Ordem | País          | Medalha de ouro | Medalha de prata | Medalha de bronze |   |
| ----- | ------------- | --------------- | ---------------- | ----------------- | - |
| 1     | SWE Suécia    | 3               | 2                | 1                 | 6 |
| 2     | FIN Finlândia |                 | 1                | 1                 | 2 |
| 3     | NOR Noruega   |                 |                  | 1                 | 1 |
| TOTAL | TOTAL         | 3               | 3                | 3                 | 9 |

## Países participantes
Sete esquiadores competiram em todos os três eventos.
Um total de 106 esquiadores de 15 países comepetiram nos Jogos:
| - AUT Áustria (8) - BUL Bulgária (2) - CAN Canadá (2) - TCH Checoslováquia (9) - USA Estados Unidos (5) - FIN Finlândia (13) - FRA França (7) - HUN Hungria (2) | - ITA Itália (9) - YUG Iugoslávia (6) - LIE Liechtenstein (5) - NOR Noruega (12) - POL Polônia (5) - SWE Suécia (11) - SUI Suíça (10) |